# American Music: Off the Record
American Music: Off the Record es un documental estrenado en el 2008, apareciendo principalmente Noam Chomsky y Douglas Rushkoff en la interrogativa de la Industria de la música Norteamericana.

La película incluye una gran cantidad de historia desde la autenticidad de la música en vivo a la elusión de la máquina corporativa mediante la distribución "indie", a la desaparición de la música de "propiedad privada".

## Elenco
| - Bernard Allison - Paul Barrere - Bastard Sons of Johnny Cash - The Belairs - Bottle Rockets - Savoy Brown - Jackson Browne - Buckethead - Canned Heat - Carlene Carter - The Cates Brothers - Noam Chomsky - Chubby Carrier - David Allan Coe - Commander Cody - Danny Cox - Rodney Crowell - Iris DeMent - Rick Derringer - Chris Duarte - The Elders - Chris Hillman - Frank Hicks - It's a Beautiful Day - Wanda Jackson - Jah Roots - John Jorgenson - Eric Lindell - David Lindley - Little Feat - Country Joe McDonald - James McMurtry | - Benjamin Meade - Roger Miller - Nace Brothers - Lee Oskar - Lee Roy Parnell - Les Paul - Herb Pederson - Ray Price - The Rainmakers - Lee Ranaldo - Kasey Rausch - Robert Reynolds - Roomful of Blues - Douglas Rushkoff - Billy Joe - Kim Simmonds - Sonic Youth - Richard Thompson - Paul Thor - Bob Walkenhorst - War - Watermelon Slim - Rev. Billy C. Wertz - Lizzie West - Edgar Winter - Johnny Winter - Carolyn Wonderland |